# 日立ソリューションズ
株式会社日立ソリューションズ（ひたちソリューションズ、英: Hitachi Solutions, Ltd.）は、東京都品川区に本社を置く、日本の大手システムインテグレーター（メーカー系）。日立グループの情報通信分野の中核を担う企業の一つ。

## 会社概要
- システムインテグレーション事業として、アプリケーション開発からパッケージ導入やインフラストラクチャ構築まで、各お客様へのシステム導入をワンストップで対応する。案件規模は数年の期間を要する大きいプロジェクトから1月程度で完了する小さいプロジェクトまで様々。国内案件だけでなく海外案件も取り扱っている。

- 日立グループにおいて情報通信事業分野（システム＆サービスビジネス）の中核企業であり、事業領域は製造、流通、通信を中心として社会、交通、教育、医療など多岐にわたる。金融、公共については2015年の再編にて日立製作所に移管されており、完全子会社の日立ソリューションズ・クリエイトにて、一部事業が行われている。

日立ソリューションズは設計開発を中心にして対応しており、兄弟会社の日立システムズは元々は運用保守を中心に対応していたが、日立システムズもシステムインテグレーターとしての業務が増えており、両社の違いが少なくなりつつある。
- 経営ビジョンは「未知の扉をひらく。ゆるぎないチカラとともに。」[1]

- 情報処理技術者試験やベンダー資格を取得しているITエンジニアが多数在籍[2]。

- 名刺に各社員自身が選択した"S"から始まる人財ブランドロゴマークがプリントされている。（Spirited, Smile, Simple, Smart, Shining, Samurai, Strategic など）

- ソリュートくんというマスコットキャラクターがいる[3][4]。

## 主な事業
- システムインテグレーション事業
- ソリューションパッケージ開発・サービス事業
- ミドルウェア開発（JP1など）
- 情報処理機器販売事業

## 事業所

### 国内拠点
- 本社（日立ソリューションズタワーA・B）
- 横浜事業所（横浜三井ビルディング 8・9F）
- 中部事業所（名古屋ルーセントタワー 28F）
- 関西事業所（新ダイビル）

## 主な子会社
- 株式会社日立ソリューションズ東日本
- 株式会社日立ソリューションズ西日本
- 株式会社日立ソリューションズ・クリエイト
- 株式会社日立ソリューションズ・テクノロジー
- Hitachi Solutions America, Ltd.
- Hitachi Solutions Canada, Ltd.
- Hitachi Solutions Europe Ltd.
- Hitachi Solutions India Pvt. Ltd.
- Hitachi Solutions Asia Pacific Pte. Ltd.
- Hitachi Solutions（Thailand）, Ltd.
- Hitachi Solutions Philippines Corporation

## 沿革
合併以前の沿革については、日立システムアンドサービス、日立ソフトウェアエンジニアリングを参照のこと。
- 2010年 日立システムアンドサービスと日立ソフトウェアエンジニアリングが対等合併し日立ソリューションズ発足。
- 2011年 中国北京市に日立解決方案（中国）有限公司を設立。
- 2011年 キャブカード&サービス株式会社を株式会社日立ソリューションズ・サービスに社名変更。
- 2012年 日立ビジネスソリューション株式会社を株式交換により完全子会社化。
- 2012年 株式会社日立東日本ソリューションズ、株式会社日立中国ソリューションズ、株式会社日立ソリューションズ九州をグループ会社化。
- 2012年 Hitachi Consulting Corporationから日立ソリューションズアメリカ社と日立ソリューションズヨーロッパ（イギリス）社にMicrosoft Dynamics事業を移管。
- 2013年 株式会社日立中国ソリューションズと株式会社日立ソリューションズ九州が合併し、商号を株式会社日立ソリューションズ西日本に変更。
- 2013年 株式会社日立ソリューションズバリューと株式会社日立ソリューションズデザインが合併し、商号を株式会社日立ソリューションズ・ネクサスに変更。
- 2013年 グループ会社である株式会社日立東日本ソリューションズを株式会社日立ソリューションズ東日本に、日立ビジネスソリューション株式会社を株式会社日立ソリューションズ・ビジネスに社名変更。
- 2015年 グループ会社である株式会社日立ソリューションズ・ビジネスと株式会社日立ソリューションズ・ネクサスが合併し、商号を株式会社日立ソリューションズ・クリエイトに社名変更。
- 2015年 会社分割により金融・公共・社会インフラ(通信を除く)部門を日立製作所に移管。従業員の約半数が転籍した。
- 2018年 グループ会社である株式会社日立ソリューションズ・クリエイトが株式会社日立ソリューションズ・サービスを吸収合併。
- 2019年 株式会社日立ソリューションズ・テクノロジーをグループ会社化。

## 企業スポーツ
- スキー部（障がい者実業団チーム）

## 主なソリューション・製品
- ソフトウェア
  - 秘文
  - 活文
  - LYSITHEA（リシテア）
  - StarBoard
- ハードウェア
  - Juniper Network Products
  - Palo Alto Networks PAシリーズ

その他、多数。